# Parc Hluhluwe-Umfolozi
El Parc Hluhluwe-Imfolozi, és la reserva natural més antiga d'Àfrica. Abasta 960 km² de topografia muntanyosa al nord de Durban, a la part central de KwaZulu-Natal, Sud-àfrica, i és coneguda per la rica vida salvatge que conté i per les iniciatives que s'han fet per la conservació de la vida animal. Inicialment Hluhluwe-Imfolozi comprenia tres reserves diferents que es van unir sota el seu nom actual el 1989.
El parc és l'únic parc estatal de KwaZulu-Natal on es troben "els cinc grans vertebrats terrestres: el lleó, l'elefant, el búfal, el lleopard i el rinoceront. Gràcies als esforços conservacionistes el parc compta actualment amb la major població de rinoceronts blancs del món. No obstant això, els rinoceronts i les àrees salvatges del parc estan amenaçades pels plans de construcció d'una mina a cel obert a la frontera del parc; un pla objecte de protestes per part de nombroses associacions.
Al llarg del parc hi ha nombrosos indicis d'assentaments de l'Edat de Pedra. L'àrea va ser originàriament terreny de caça real del regne Zulu i es va reconèixer com a parc el 1895. Les reserves de Umfolozi i Hluhluwe es van establir principalment per protegir els rinoceronts blancs que es trobaven en perill d'extinció. L'àrea ha estat sempre un refugi per a la fauna, ja que la mosca tse-tse, portadora de la malaltia nagana és molt comú. No obstant, quan Zululàndia va ser ocupada per grangers europeus, "els cinc grans animals" van ser assenyalats com a causa de la prevalença de la mosca tse-tse i les reserves van ser objecte dels esforços experimentals per erradicar aquesta mosca. Els grangers es van llançar a la matança dels grans mamífers i van matar uns 100.000 animals abans que la introducció del DDT el 1945 solucionés el problema. Els rinoceronts blancs no van ser objecte de caça i avui dia queda una població d'uns 1000 animals. El 30 d'abril de 1995, el llavors president Nelson Mandela va visitar aquesta gran reserva natural per celebrar el seu centenari.